# Porst (Köthen)

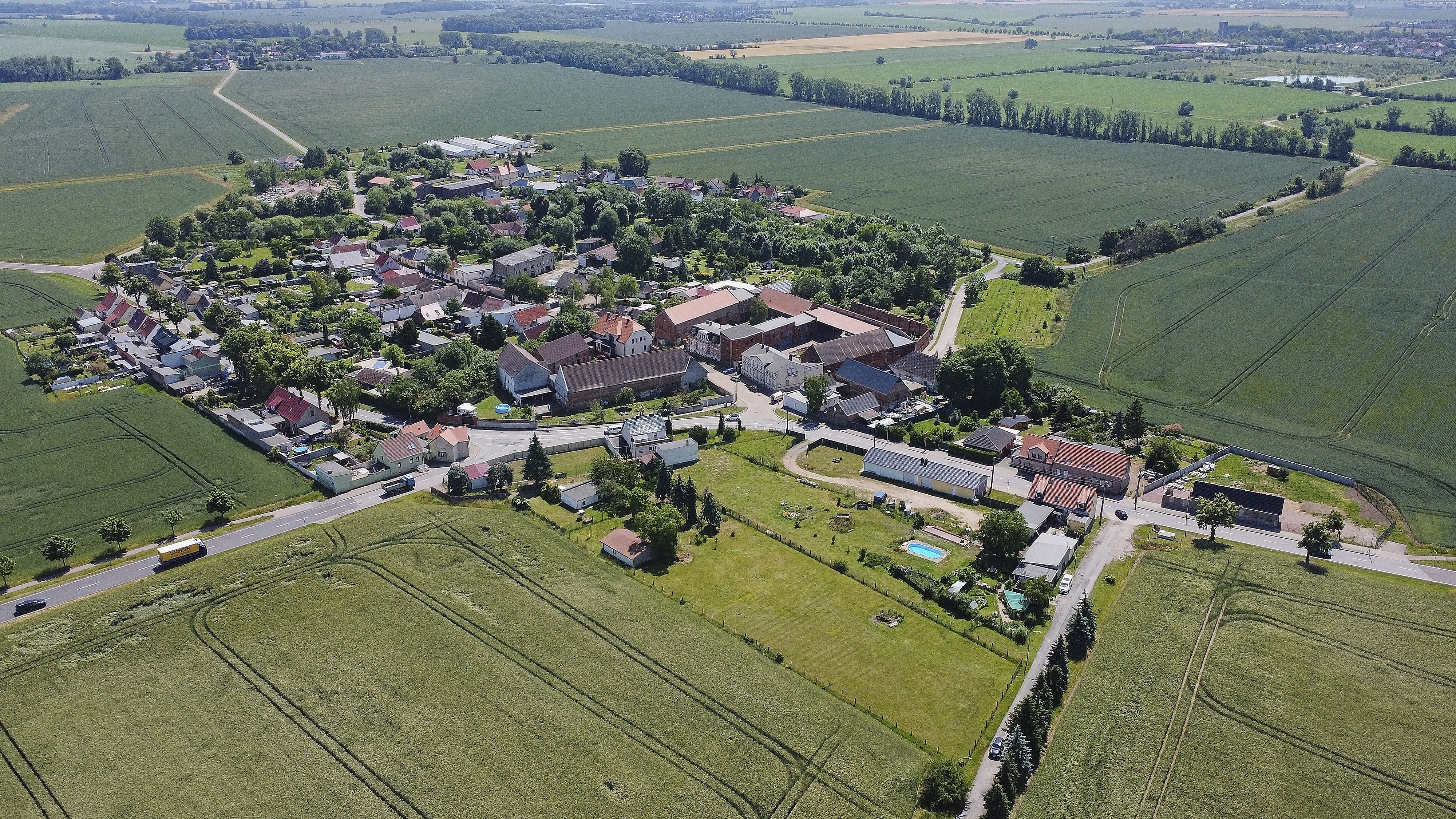
Porst (2025)

Porst  ist ein Ortsteil von Köthen (Anhalt) im Landkreis Anhalt-Bitterfeld in Sachsen-Anhalt.

## Geographische Lage
Etwa zwei Kilometer südwestlich sowie südlich des Ortes liegt das engere Stadtgebiet Köthens. Zehringen liegt etwa einen Kilometer östlich.

## Geschichte
1386 erfolgte die Erwähnung des Ortes bereits mit dem Namen Porst. Die von Schuder verkauften im Jahr 1386 dem Nikolaistift von Aken (Elbe) zwei Freihufen sowie einen Freihof. 1508 verkaufte Fürst Waldemar VI. das Dorf an Andreas Questen oder Quest/Quast. Ein schwerer Brand vernichtete am 12. Juni 1701 große Teile des Dorfes. 1765 wurde das fürstliche Gut zum größten Teil an Johann Jacob Elze verkauft. 1822 entstand das heute unter Denkmalschutz stehende Zollhaus Porst zur Erhebung von Chausseegebühren. 1939 hatte Porst 364 Einwohner. Die Eingemeindung nach Köthen erfolgte 1961.

## Verkehr

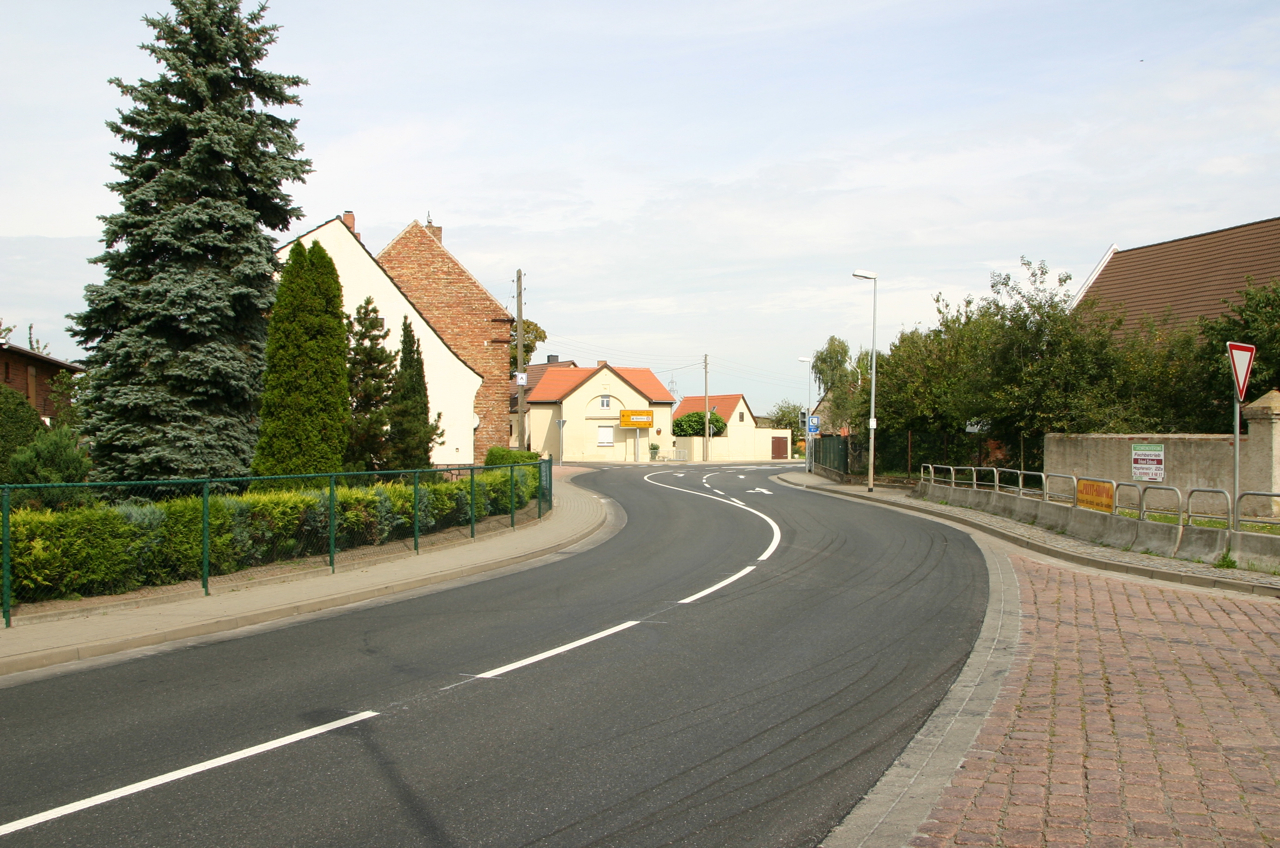
Die Bundesstraße 185 mit dem Abzweig zur 187a.

Der Ort liegt an der Bundesstraße 185 von Köthen nach Dessau. In Porst biegt von dieser Richtung Norden die Bundesstraße 187a nach Zerbst/Anhalt ab.
Die Bahnstrecke Dessau–Köthen verläuft nördlich des Ortes, ein eigener Haltepunkt besteht nicht.
Durch den Ort verläuft der Europaradweg R1, der das französische Boulogne-sur-Mer mit Sankt Petersburg in Russland verbindet. Auf derselben Routenführung verläuft auf diesem Abschnitt ebenfalls der Radweg Deutsche Einheit sowie der D11.